# Berwick bymur
Berwick bymur er en række forsvarsstrukturer opført omkring byen Berwick-upon-Tweed i Nordengland.
Byen blev omkranset af en bymur allerede i 1300-tallet på omkring tre km. I 1560 blev den erstattet af en italiensk inspireret bymur med fem store stenbastioner. Murene er i dag de bedst bevarede bymure i England, der er opført efter middelalderen.

## Historie

### Middelalderlige mure
Berwicks bymure blev opført i begyndelsen af 1300-tallet under Edvard 1. efter han havde erobret byen fra skotterne. Da de stod færdig strakte de sig 3,2 km omkring byen og var op til 6,7 m høje. Der var desuden en række tårne på op til 18 meters højde. Muren blev finansieret ved en skat på særlige varer, der blev indført i byen, som startede i 1313. I 1405 var murene dog forfaldet, og de kunne ikke beskytte byen mod at blive erobret af Henrik 4. relativt let.
Berwick Castle (en tidligere bygning), lå umiddelbart uden for de middelalderlige mure mod nordvest, og blev forbundet til byen med en bro, der ledte til en port i muren.

### Elizabethiansk genopbygning
I 1152 blev der opført et kortlivet fort som supplement til murene. I 1560 blev det konkluderet, at det var for upraktisk at opgradere de eksisterende mure, og der blev i stedet opført nye voldanlæg i italiensk stil, hvorved en stor del af de middelalderlige mure blev ødelagt. Sir Richard Lee styrede dette arbejde, og han fandt på et innovativt design, hvor voldgrave og mure blev kombineret med stor jordvolde (designet til at absorbere kraften i datidens artilleri. Den nye mur var meget kortere og omkransede kun 2/3 af hvad de middelalderlige mure havde gjort, men det muliggjorde placering af mere artilleri og fem store bastioner i sten. 1500-tals murene inkluderede fire porte. I 1700-tallet blev de resterende dele af de middelalderlige mure langt ødelagt.

### Moderne tid
I dag er murene blevet betegnet som "til en vis grad det bedst bevarede eksempel på forsvarsværker omkring en by i Storbritannien designet til postmiddelalderlige krigsførelse" af arkæologerne Oliver Creighton og Robert Higham. De er angivet som scheduled monument og listed building af første grad.